# Gregory Jordan Harbaugh
Gregory Jordan Harbaugh (Cleveland, Ohio, 1956. április 15. – ) amerikai űrhajós.

## Életpálya
1978-ban a Purdue Egyetemen repülés- és űrhajózási technikából diplomázott. A NASA  Johnson Space Center (JSC) mérnökeként a Space Shuttle  repüléseinek műszaki vezetője. 1986-ban a  University of Houston-Clear Lake keretében fizikából szerzett oklevelet. Polgári repülő jogosítvánnyal rendelkezve 1600 órát tartózkodott a levegőben (repülő/űrrepülő).
1987. június 5-től a Lyndon B. Johnson Űrközpontban részesült űrhajóskiképzésben. Műszaki vezetőként/kiképzett űrhajósként tagja volt az STS–1, STS–9, STS–41–D, STS–41–B, STS–41–C, STS–41–G, STS–51 és STS–51–L támogató (tanácsadó, problémamegoldó) csapatának. 1997-2001 között az Űrhajózási Iroda keretében program menedzsment tagja. Négy űrszolgálata alatt összesen 34 napot, 1 órát és 59 percet (818 óra) töltött a világűrben. Összesen 18 óra, 29 percet töltött űrsétával (kutatás, szerelés). Űrhajós pályafutását 2001. március 30-án fejezte be. A NASA tanácsadó munkatársa.

## Űrrepülések
- STS–39, a Discovery űrrepülőgép 12. repülésének küldetés specialistája. Az Amerikai Védelmi Minisztérium (DoD) megbízásából indított Space Shuttle repülés. Első űrszolgálata alatt összesen 8 napot, 7 órát, 22 percet és 21 másodpercet töltött a világűrben. 5 584 423 kilométert (3 470 000 mérföldet) repült, 134 alkalommal kerülte meg a Földet.
- STS–54, az Endeavour űrrepülőgép 3. repülésének parancsnoka. Pályairányba állították a TDRS–6 kommunikációs műholdat. Szerelési gyakorlatokat végeztek a Nemzetközi Űrállomás (ISS) építőelemeivel. Második űrszolgálata alatt összesen 5 napot, 23 órát és 38 percet (143 óra) töltött a világűrben. 4 000 000 kilométert (2 500 000 mérföldet) repült, 96 kerülte meg a Földet.
- STS–71, az Atlantis űrrepülőgép 14. repülésének küldetés specialistája/fedélzeti mérnök. Az első dokkolás a Mir űrállomáson. Második űrszolgálata alatt összesen 9 napot, 19 órát és 22 percet (235 óra) töltött a világűrben. 6 600 000 kilométert (4 100 000 mérföldet) repült, 153 alkalommal kerülte meg a Földet.
- STS–82, a Discovery űrrepülőgép 22. repülésének küldetés specialistája. A legénység több űrséta (kutatás, szerelés) alatt a Hubble űrtávcső nagyjavítását végezte. Harmadik űrszolgálata alatt összesen 9 napot, 23 órát és 31 percet (240 óra) töltött a világűrben. 10 500 000 kilométert (6 500 000 mérföldet) repült, 149 alkalommal kerülte meg a Földet.

### Tartalék személyzet
STS–61, az Endeavour űrrepülőgép 5. repülésének küldetés specialistája.